# (4813) Terebizh
(4813) Terebizh es un asteroide perteneciente al cinturón de asteroides, descubierto el 11 de septiembre de 1977 por Nikolái Stepánovich Chernyj desde el Observatorio Astrofísico de Crimea (República de Crimea).

## Designación y nombre
Designado provisionalmente como 1977 RR7. Fue nombrado Terebizh en honor al astrofísico teórico Valerij Yuzefovich Terebizh en la estación del Laboratorio de Crimea del Instituto Astronómico Sternberg. 

## Características orbitales
Terebizh está situado a una distancia media del Sol de 3,123 ua, pudiendo alejarse hasta 3,443 ua y acercarse hasta 2,803 ua. Su excentricidad es 0,102 y la inclinación orbital 11,85 grados. Emplea 2016 días en completar una órbita alrededor del Sol.

## Características físicas
La magnitud absoluta de Terebizh es 12,2. Tiene 17,873 km de diámetro y su albedo se estima en 0,088.